# Günther & Kleinmond
Die Günther & Kleinmond GmbH ist eine ehemalige Frankfurter Präzisions-Werkzeugfabrik. Ihr Sitz befand sich in Frankfurt-Rödelheim, Eschborner Landstraße 112.

## Geschichte

### Vor 1945
1890 begann der Unternehmer Ludwig Günther im Frankfurter Stadtteil Nordend mit der Fertigung von Spiralbohrern. Bereits 1891 verlegte die Günther & Co. Präzisionswerkzeuge ihren Sitz vom Sandweg nach Bockenheim, das 1895 ein Stadtteil Frankfurts wurde.
Fast zeitgleich wurde 1895 eine weitere Firma namens Frankfurter Präzisions-Werkzeug-Fabrik Günther & Kleinmond GmbH gegründet, welche kurze Zeit später vom Möbelfabrikanten Heinrich Langenbach aufgekauft wurde. Damit endeten die unternehmerischen sowie kapitalmäßigen Verbindungen zur Firma Günther & Co. Präzisionswerkzeuge. Das ISG Frankfurt bewahrt noch Geschäftsunterlagen der Firma Günther & Kleinmond GmbH von 1917 auf.
1938 wurde der jüdische Eigentümer Heinrich Langenbach im Verlauf der Arisierung zum Verkauf seiner Firma Präzisionswerkzeuge Günther & Kleinmond GmbH gezwungen; neuer Eigentümer wurde die R. Stock & Co., Spiralbohrer-, Werkzeug- und Maschinenfabrik AG., Berlin. Zu den neuen Geschäftsführern wurden Generaldirektor Peter Speck, der Vorstandsvorsitzender der Stock A.G., und der langjährige Prokurist der alten Firma Direktor Georg Kappus, Oberursel bestimmt.
Um 1942/43 wurden auf dem Firmenlager Baracken errichtet, in denen die im Werk eingesetzten Zwangsarbeiter untergebracht waren. So ist für den Winter 1942 die Unterbringung französischer und für das Jahr 1942 auch die Unterbringung russischer Fremdarbeiter belegt.

### Nach 1945
1951/52 war der Wiederaufbau des im Zweiten Weltkrieg stark zerstörten Werkes in Frankfurt-Rödelheim, das nun wieder rund 750 Mitarbeiter beschäftigte, abgeschlossen. Großaktionär der in Frankfurt am Main und Berlin börsennotierten Aktiengesellschaft wurde die Elikraft Elektrische Licht- und Kraftanlagen AG in Berlin.
1956 erwarb der US-amerikanische Wettbewerber Union Twist Drill Co., der größte amerikanische Werkzeughersteller aus Athol, Massachusetts, 94 Prozent der Aktien von der Elikraft AG. Allerdings verkauften die US-Amerikaner 1968 ihre Aktien an die Fritz Werner Verwaltungs-GmbH in Berlin weiter, die sich nach vollzogenem Kauf wieder in R. Stock AG umbenannte.
1969 erfolgte die komplette Verlegung der Betriebsstätte der Frankfurter Präzisions-Werkzeugfabrik Günther & Kleinmond von Frankfurt-Rödelheim in das ehemalige Werk der Fritz Werner Werkzeugmaschinen GmbH Berlin. Auf den traditionellen Firmenname Günther & Kleinmond wurde verzichtet. Er war somit untergegangen und die Fabrik wurde integrierter Teilbereich der Robert Stock AG Berlin, die noch heute existiert.
Der Katalog der Deutschen Nationalbibliothek verzeichnet unter ihrem Datensatz (GND 2050976-5), dass die Firma ILIX-Präzisionswerkzeuge-GmbH Kriftel, teilweise die Geschäftsaktivitäten der vormaligen Firma Günther und Kleinmond (Frankfurt, Main) weiter fortführt. Ausdrücklich verweist die Firma ILIX-Präzisionswerkzeuge-GmbH dabei auf ihrer aktuellen Homepage auf ihre historische Abstammung von der Frankfurter Günther und Kleinmond, hatte diese doch mit der Fertigung von Werkzeugen aus dem neuartigen Werkstoff Schnellarbeitsstahl begonnen und im Jahr 1918 den Markennamen ILIX ins Leben gerufen, bzw. schützen lassen.